# Lacock
Lacock – wieś i civil parish w Wiltshire, w Anglii, 5 kilometrów od miasta Chippenham. Wioska jest objęta prawie całkowicie ochroną przez National Trust. W 2011 roku civil parish liczyła 1159 mieszkańców.

## Historia
Lacock jest wspomniana w Domesday Book (1086) jako Lacoc(h). Opactwo Lacock zostało założone przez Elę, księżną Salisbury. Lacock dzięki wełnie rozkwitło w okresie średniowiecza.

## Filmy kręcone w Lacock
Miasteczko często stanowi scenerię dla różnych produkcji filmowych i telewizyjnych.
- 1995 – Duma i uprzedzenie produkcja BBC
- 2001 – Harry Potter i Kamień Filozoficzny
- 2008 – Harry Potter i Książę Półkrwi
- 2008 – Kochanice króla